# Deana
Deana je žensko osebno ime.

## Izvor imena
Ime Deana je različica imen Dea oziroma Dejan.

## Pogostost imena
Po podatkih Statističnega urada Republike Slovenije je bilo na dan 31. decembra 2007 v Sloveniji število ženskih oseb z imenom Deana: 27.

## Osebni praznik
V koledarju je ime Deana uvrščene k imenu Dea; (god 12. marec|12. marca oziroma 25. julija)   